# Porto di Saline Joniche

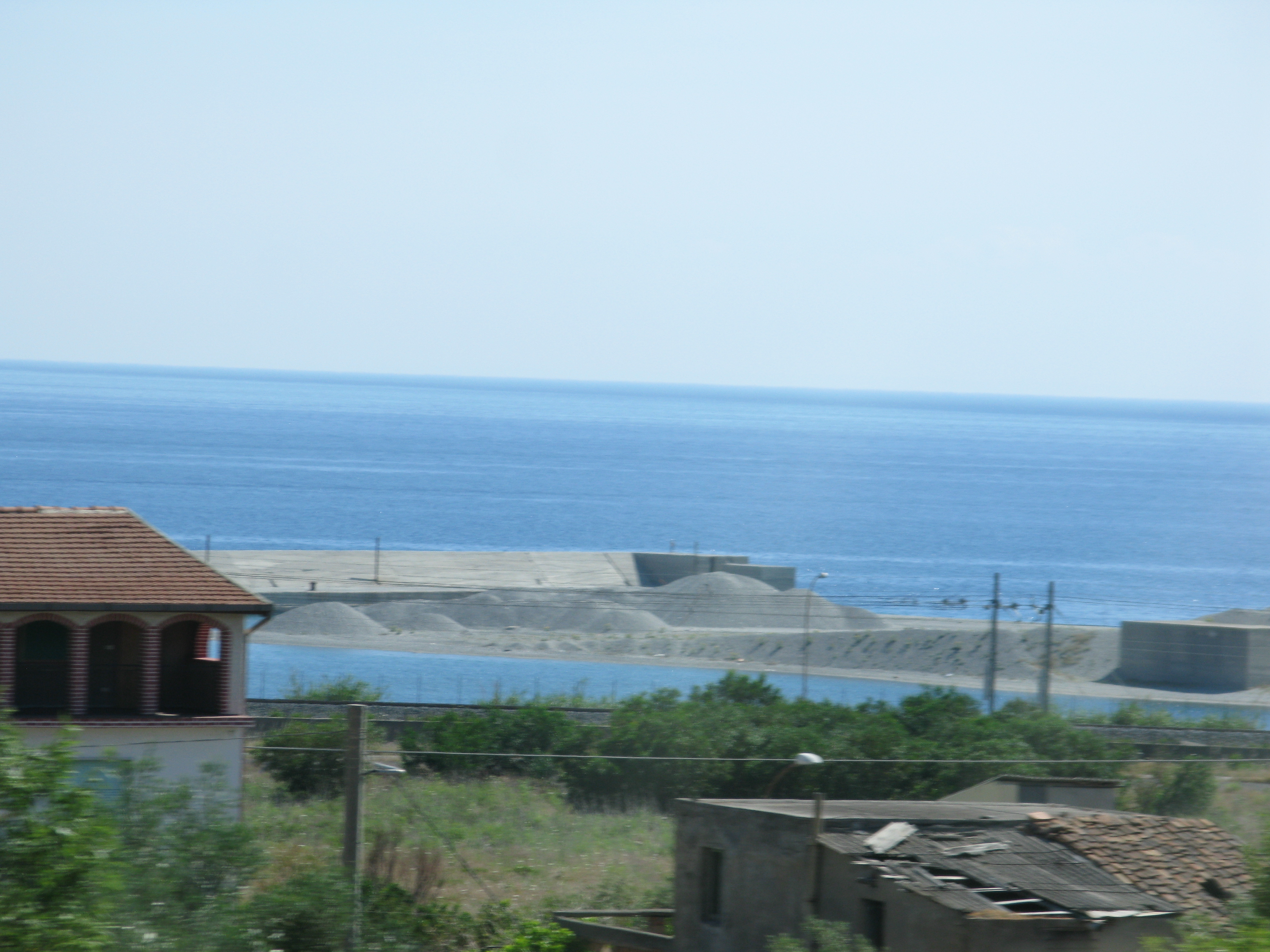
Particolare dell'imboccatura ostruita dalla sabbia

Il porto di Saline Joniche, sito nell'omonima frazione del comune di Montebello Jonico in provincia di Reggio Calabria, fu costruito con lo scopo di servire l'area industriale della Liquichimica Biosintesi, un gruppo di insediamenti industriali (tra cui la Chimica Biosintesi di Saline Joniche), realizzati negli anni '70 con i fondi del cosiddetto "Pacchetto Colombo" e praticamente mai entrati in funzione, che danno al territorio l'aspetto di un piccolo cimitero industriale. 
Il 12 dicembre 2003 una mareggiata provocò il crollo della parte centrale del molo di sopraflutto, per una lunghezza di 100 m. Attualmente è insabbiato a causa del gioco delle correnti, che trasportano sabbia strappata alla costa ionica, ostruendone l'imboccatura.